# Форт Нелсън (река)
Форт Нелсън (на английски: Fort Nelson River) е река в северозападна Канада, североизточната част на провинция Британска Колумбия, десен приток на река Лиард. Дължината ѝ от 517 km, заедно с лявата я съставяща река Сикани Чиф ѝ отрежда 63-то място сред реките на Канада.
Река Форт Нелсън се образува на 58°17′11″ с. ш. 121°46′01″ з. д. / 58.286389° с. ш. 121.766944° з. д., на 343 м н.в. от сливането на реките – Сикани Чиф (лява съставяща, водеща началото си от Скалистите планини) и Фонтас (дясна съставяща, извираща от територията на провинция Албърта). След образуването си реката тече на северодапад, след град Форт Нелсън на север, а след това отнова на северозапад и при градчето Нелсън Форкс се влива отдясно в река Лиард, от системата на река Маккензи, на 241 м н.в.
Площта на водосборния басейн на реката е 55 900 km2, който представлява 20,2% от площта на водосборния басейн на река Лиард. Основен и най-голям приток на река Форт Нелсън е рака Мъскуа, вливаща се отляво, близо до град Форт Нелсън.
Многогодишният среден дебит на реката при град Нелсън е 331 m3/s. Максималният отток е през май-юни и достига до 944 m3/s, а минималният е през февруари-март – 23 m3/s. Подхранването на реката е предимно снегово.
През 1805 г. агенти на „Северозападната компания“, търгуваща с ценни животински кожи основават в устието на река Мъскуа търговско селище (фактория), което сега представлява единственото селище по течението на реката град Форт Нелсън (население 6315 жители), разположен на канадската автомагистрала „Аляска“. Градчето е център на добива на нефт и газ и има изграден голям нефтопреработвателен комбинат, до който има прокалана жп линия, свързана с канадската жп мрежа.